# Ahmad Massoud
Ahmad Massoud (persa: احمد مسعود)  (Panjshir i Warsaj District, 10 de juliol de 1989) és un polític afganès i fundador del Front de Resistència Nacional de l'Afganistan. És el fill del dirigent militar antisoviètic Ahmad Shah Massoud. Va ser escollit com a CEO de la Fundació Massoud el novembre de 2016. El 5 de setembre de 2019, va ser declarat com a hereu del seu pare en el mausoleu que té a la Vall del Panjshir.

## Biografia
Ahmad Massoud va néixer el 1989. És l'únic fill masculí i el més gran d'entre els sis fills d'Ahmad Shah Massoud.
Després d'acabar l'institut a l'Iran, Massoud va realitzar formació militar durant un any a l'Acadèmia Militar Reial Sandhurst. El 2012, va començar un grau universitari d'Estudis de Guerra a la King's College de Londres, d'on es va graduar el 2015. Va obtenir el màster en Política Internacional de la Universitat de la City de Londres durant el 2016. La temàtica del seu treball final de grau i de màster van ser sobre els talibans.

## Carrera
Massoud va tornar a l'Afganistan i va ser escollit com a CEO de la Fundació Massoud el 2016.
Des del març de 2019, Massoud va entrar oficialment en la política, un moviment àmpliament anticipat, ja que al Panjshir es considerava que està predestinat. Comparteix les idees del seu pare en referència a descentralitzar el poder del govern a l'Afganistan i dotar de més autonomia a les regions, de forma semblant a Suïssa. Ahmad apunta que aquest tipus de gestió afavoriria la gestió dels recursos i incrementaria l'estabilitat al país.
Massoud es declara en contra de les conversacions de pau afganeses el 2019, ja que creia que no representava els interessos de tots els afganesos. El setembre del mateix any anuncia la creació d'una nova coalició de líders mujahidins semblant a la Coalició del Nord dels anys noranta. La coalició, coneguda com a Segona Resistència o Resistència del Panjshir, esdevé una de les diverses forces militars independents davant la retirada de les tropes estatunidenques. Després que la majoria del país es rendís davant l’ofensiva talibana durant el 2021, Massoud i el primer vicepresident Amrullah Saleh es van reunir al Panjshir i van declarar el seu rebuig al govern dels Talibans. Van acudir a la premsa nord-americana per buscar aconseguir suport militar i logístic per la resistència. Entre altres objectius, van anomenar la necessitat de protegir els drets de les dones, impedir les execucions públiques, i evitar el retorn d'una zona segura dins l'Afganistan per a terroristes internacionals com als anys 90 durant el control Talibà.
El 22 d'agost de 2021, va advertir d'una possible guerra civil si no es produïa un acord per compartir el poder si no hi ha i va comentar que la guerra era «inevitable» sota les circumstàncies actuals, també afirmà «vam derrotar la Unió soviètica, podem derrotar els talibans». Ha fundat el Front de Resistència Nacional de l'Afganistan (NRF) el qual afirma tenir milers de guerrillers. Massoud ha contactat els Estats Units, França i altres països europeus i del món àrab perquè donin suport el NRF. També ha afirmat el seu desig de negociar amb els talibans.
Segons els serveis d'intel·ligència estatunidencs Massoud hauria fugit cap al Tadjikistan després que els talibans prenguessin el control de la regió del Panjshir el 6 de septembre.